# لیبرالیسم اقتصادی
لیبرالیسم اقتصادی (انگلیسی: Economic liberalism) باور ایدئولوژیک به سازمان‌دهی اقتصاد به‌طور فردگرایانه است، به این معنا که تصمیم‌های اقتصادی به بیشترین اندازه ممکن توسط افراد و نه نهادها یا سازمان‌های جمعی گرفته شود. این باور دربرگیرندهٔ گستره‌ای از سیاست‌های اقتصادی گوناگون مانند آزادی حرکت است، ولی همواره بر مبنای پشتیبانی شدید از اقتصاد بازار و مالکیت خصوصی در شیوه‌های تولید است. گرچه لیبرالیسم اقتصادی می‌تواند تا اندازه معینی حامی قانون‌گذاری دولتی باشد، ولی گرایش دارد هنگامی که دخالت دولت در بازار آزاد جلوی تجارت آزاد و رقابت باز را بگیرد، با آن مخالفت کند. به هر روی، لیبرالیسم ممکن است دخالت دولت به منظور رفع انحصار خصوصی (شکست بازار) را بپذیرد، زیرا انحصار محدودکنندهٔ قدرت تصمیم‌گیری برخی افراد دانسته می‌شود. با وجودی که لیبرالیسم اقتصادی خواهان محدود نشدن بازار به وسیلهٔ دولت است، باور دارد که دولت نقشی مشروع در تأمین کالای عمومی دارد.